# Filippo Romagna
Filippo Romagna (Fano, 26 de maio de 1999) é um futebolista profissional italiano que atua como defensor.

## Carreira

### Juventus
Filippo Romagna se profissionalizou na Juventus.

### Cagliari
Filippo Romagna se transferiu para o Cagliari Calcio, em 2017.